# 모건 월렌

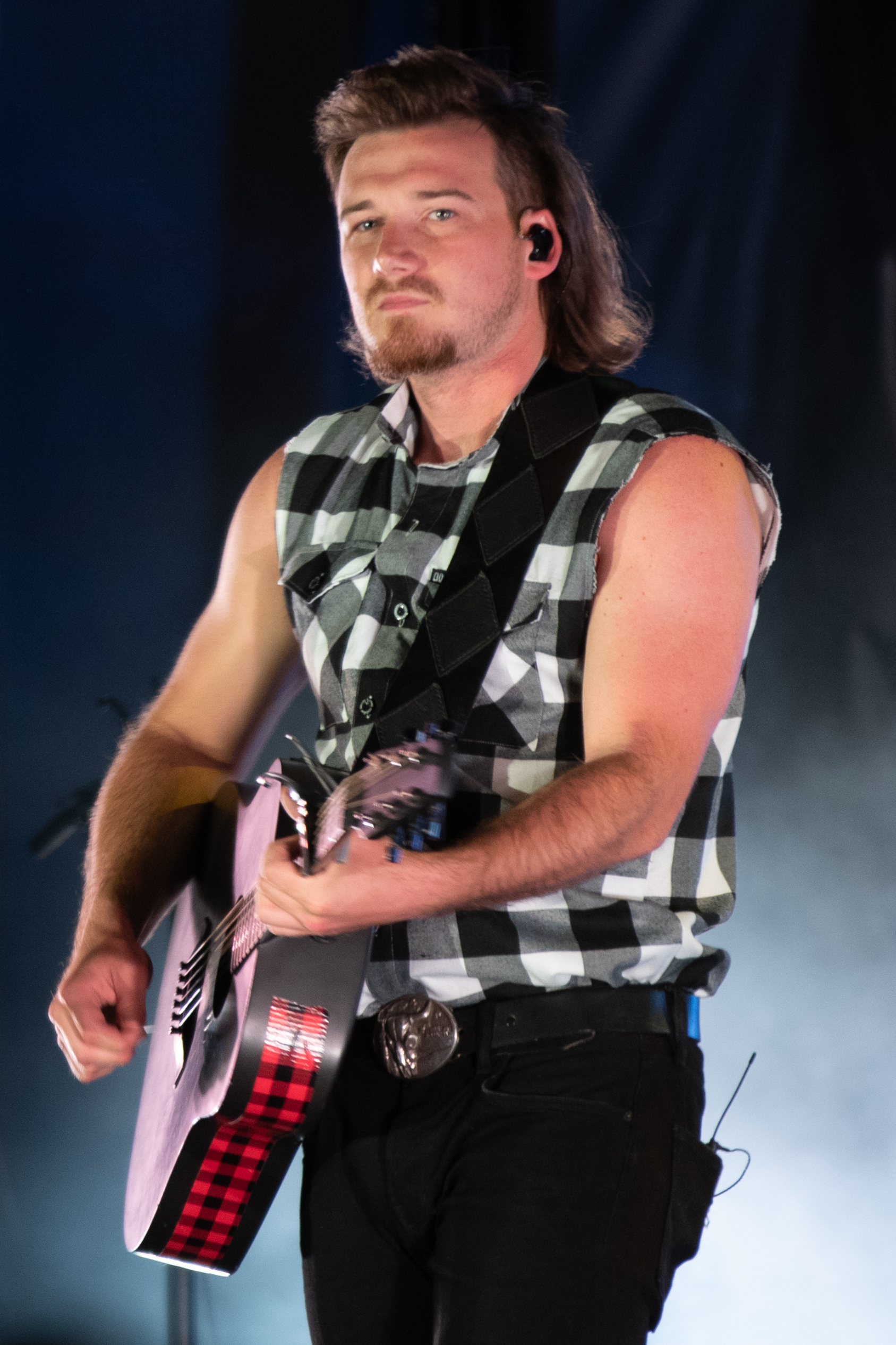
2019년 모습

모건 월렌(Morgan Wallen, 본명: 모건 콜 월렌, 1993년 5월 13일 ~ )은 미국의 컨트리 음악 가수이다. 더 보이스의 여섯 번째 시즌에 참가했는데, 처음에는 어셔 팀의 일원이었지만 나중에는 애덤 리바인 팀의 일원이 되었다. 해당 시즌의 플레이오프에서 탈락한 후, 파나세아 레코드와 계약을 맺고 2015년에 데뷔 EP인 Stand Alone을 발매했다.
2016년에 월렌은 빅 라우드와 계약을 맺고 2018년에 데뷔 앨범인 If I Know Me를 발매했다. 이 앨범에는 플로리다 조지아 라인이 피처링한 싱글 "Up Down", "Whiskey Glasses", "Chasin' You"가 수록되어 있다. "If I Know Me"는 빌보드 톱 컨트리 앨범스(Billboard Top Country Albums) 차트에서 1위를 차지했다. 월렌의 두 번째 앨범인 "Dangerous: The Double Album"은 2021년 1월에 발매되었고, 2021년 2월에는 빌보드 200의 64년 역사상 첫 7주 동안 1위를 차지한 유일한 컨트리 앨범이 되었다. 첫 10주 동안 1위를 차지했는데, 이는 1987년 휘트니 휴스턴의 Whitney 이후 처음이다. 이 앨범에는 싱글 "More Than My Hometown", "7 Summers", "Wasted on You"가 포함되었다.
세 번째 스튜디오 앨범인 One Thing at a Time(2023)은 빌보드 200에서 19주 동안 비연속적으로 1위를 차지했으며, 36개 트랙이 모두 빌보드 핫 100에 진입했다. 이는 한 아티스트가 한 번에 차트에 오른 가장 많은 노래의 기록을 깼다. 싱글 "Last Night"는 2023년 핫 100에서 정상에 올랐고, 월렌의 첫 싱글이 되었으며, 나중에 비협업 곡으로는 가장 많은 주 동안 1위를 차지한 기록을 세웠고(16주), 역대 두 번째로 많은 주 동안 1위를 차지했으며 연말 차트에서 1위를 차지했다. 아카데미 오브 컨트리 뮤직 어워드와 14개의 빌보드 뮤직 어워드를 포함한 여러 상을 수상했다. 제58회 컨트리 뮤직 협회 시상식에서 올해의 엔터테이너상을 수상했다.

## 음반
- If I Know Me (2018)
- Dangerous: The Double Album (2021)
- One Thing at a Time (2023)
- I'm the Problem (2025)